# Миколаїв (Львівський район)
Микола́їв (МФА: [mɪkoˈɫɑjɪu̯] ( прослухати)) — село в Україні, у Львівському районі Львівської області, розташоване за 7 км від шосе Н02 Львів — Тернопіль. Населення становить 334 особи. Орган місцевого самоврядування — Давидівська сільська рада.
У 1909–1944 роках проходила залізниця Львів — Підгайці.

## Історія

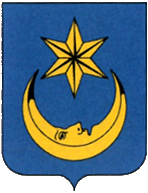
Проєкт герба міста Миколаїв 1870-х років на основі герба власників поселення Сенявських – у синьому полі золота шестипроменева зірка, під нею півмісяць рогами вгору.

Перша писемна згадка про Миколаїв сягає 1670 року. Це було містечко, засноване на ґрунті села Підсоснів його власником Миколаєм-Ієронімом Сенявським. В 1670 р. був укладений інвентар, в якому перелічені мешканці Миколаєва.

## Населення
За даними Всеукраїнського перепису населення 2001 року, у селі мешкало 334 особи. Мовний склад села був таким:
| Мова       | Число ос. | Відсоток |
| ---------- | --------- | -------- |
| українська | 332       | 99,40    |
| російська  | 1         | 0,30     |
| польська   | 1         | 0,30     |

## Церква
Храм Покрови Пресвятої Богородиці (ПЦУ) збудований у 1903 р. за проєктом видатного архітектора Василя Нагірного. Належить до Пустомитівського деканату, Львівської єпархії ПЦУ.

## Відомі особи
У Миколаєві народилася українська письменниця Ольга Дучимінська (1883–1988).